# Saint-Capraise-de-Lalinde
Pour les articles homonymes, voir Saint-Caprais.
Saint-Capraise-de-Lalinde est une commune française située dans le département de la Dordogne, en région Nouvelle-Aquitaine.

## Géographie

### Généralités
Au sud du département de la Dordogne, en Bergeracois, dans l'unité urbaine de Bergerac et dans son aire d'attraction, la petite commune de Saint-Capraise-de-Lalinde est entièrement située sur la rive droite de la Dordogne qui, longée par le canal de Lalinde, limite le territoire communal au sud.
Le bourg, traversé par la route départementale 660 (l'ancienne route nationale 660), se situe, en distances orthodromiques, sept kilomètres à l'ouest de Lalinde et treize kilomètres à l'est de Bergerac.

### Communes limitrophes
Saint-Capraise-de-Lalinde est limitrophe de cinq autres communes. Au sud-ouest, son territoire est distant de 650 mètres de celui de Lanquais.
|            | Cause-de-Clérans          |         |
| Mouleydier | Saint-Capraise-de-Lalinde | Baneuil |
| Saint-Agne | Varennes                  |         |

### Géologie et relief

#### Géologie
Situé sur la plaque nord du Bassin aquitain et bordé à son extrémité nord-est par une frange du Massif central, le département de la Dordogne présente une grande diversité géologique. Les terrains sont disposés en profondeur en strates régulières, témoins d'une sédimentation sur cette ancienne plate-forme marine. Le département peut ainsi être découpé sur le plan géologique en quatre gradins différenciés selon leur âge géologique. Saint-Capraise-de-Lalinde est située dans le quatrième gradin à partir du nord-est, un plateau formé de dépôts siliceux-gréseux et de calcaires lacustres de l'ère tertiaire.
Les couches affleurantes sur le territoire communal sont constituées de formations superficielles du Quaternaire et de roches sédimentaires datant pour certaines du Cénozoïque, et pour d'autres du Mésozoïque. La formation la plus ancienne, notée c5e, date du Campanien 5, des calcaires bioclastiques jaunâtres à rudistes, orbitoides media, Larrazetia, calcaires gréseux jaunes à grands silex versicolores, lumachelles à huîtres. La formation la plus récente, notée CF, fait partie des formations superficielles de type colluvions indifférenciées sablo-argileuses et argilo-sableuses. Le descriptif de ces couches est détaillé dans  la feuille « no 806 - Bergerac » de la carte géologique au 1/50 000 de la France métropolitaine, et sa notice associée.

Carte géologique de Saint-Capraise-de-Lalinde.

#### Relief et paysages
Le département de la Dordogne se présente comme un vaste plateau incliné du nord-est (491 m, à la forêt de Vieillecour dans le Nontronnais, à Saint-Pierre-de-Frugie) au sud-ouest (2 m à Lamothe-Montravel). L'altitude du territoire communal varie quant à elle entre 18 mètres à l'ouest, juste en contrebas du barrage de Tuilières, là où la Dordogne quitte la commune pour servir de limite entre celles de Mouleydier et Varennes, et 132 mètres au nord-est, en limite de la commune de Baneuil, à l'ouest du lieu-dit la Cassenade.
Dans le cadre de la Convention européenne du paysage entrée en vigueur en France le 1er juillet 2006, renforcée par la loi du 8 août 2016 pour la reconquête de la biodiversité, de la nature et des paysages, un atlas des paysages de la Dordogne a été élaboré sous maîtrise d’ouvrage de l’État et publié en octobre 2020. Les paysages du département s'organisent en huit unités paysagères,. La commune est dans le Bergeracois, une région naturelle présentant un relief contrasté, avec les deux grandes vallées de la Dordogne et du Dropt séparées par un plateau plus ou moins vallonné, dont la pente générale s’incline doucement d’est en ouest. Ce territoire offre des paysages ouverts qui tranchent avec les paysages périgourdins. Il est composé de vignes, vergers et cultures,.
La superficie cadastrale de la commune publiée par l'Insee, qui sert de référence dans toutes les statistiques, est de 3,83 km2,,. La superficie géographique, issue de la BD Topo, composante du Référentiel à grande échelle produit par l'IGN, est quant à elle de 3,96 km2.

### Hydrographie

#### Réseau hydrographique
La commune est située dans le bassin de la Dordogne au sein du Bassin Adour-Garonne. Elle est drainée par la Dordogne, le canal de Lalinde et le Clérans, qui constituent un réseau hydrographique de 8 km de longueur totale,.
La Dordogne, d'une longueur totale de 483,1 km, prend naissance sur les flancs du puy de Sancy (1 885 m), dans la chaîne des monts Dore, traverse six départements dont la Dordogne dans sa partie sud, et conflue avec la Garonne à Bayon-sur-Gironde, pour former l'estuaire de la Gironde,. Elle borde la commune au sud sur trois kilomètres et demi, face à Varennes et Saint-Agne.
Le canal de Lalinde, d'une longueur totale de 15,51 km, est alimenté en eau par la Dordogne et prend naissance dans la commune de Mauzac-et-Grand-Castang, juste en amont du barrage de Mauzac, face à la commune de Calès, et rejoint la Dordogne à Mouleydier, juste en aval du barrage de Tuilières, face à Saint-Agne,. Il longe la Dordogne sur trois kilomètres et demi.
Affluent de rive droite de la Dordogne, le Clérans sert de limite territoriale à l'ouest sur un kilomètre, face à Mouleydier.

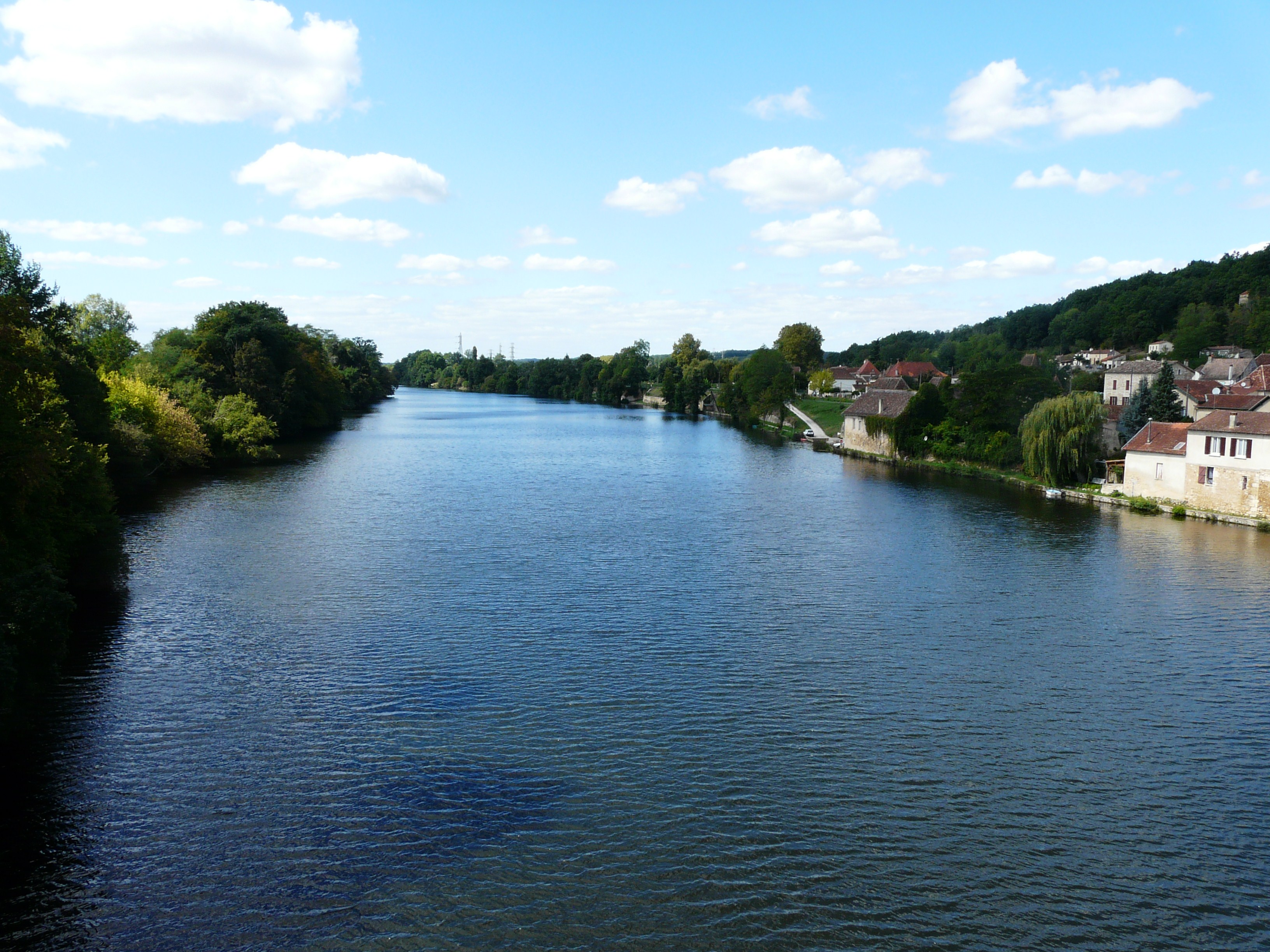
La Dordogne en limite de Varennes (à gauche) et Saint-Capraise-de-Lalinde.
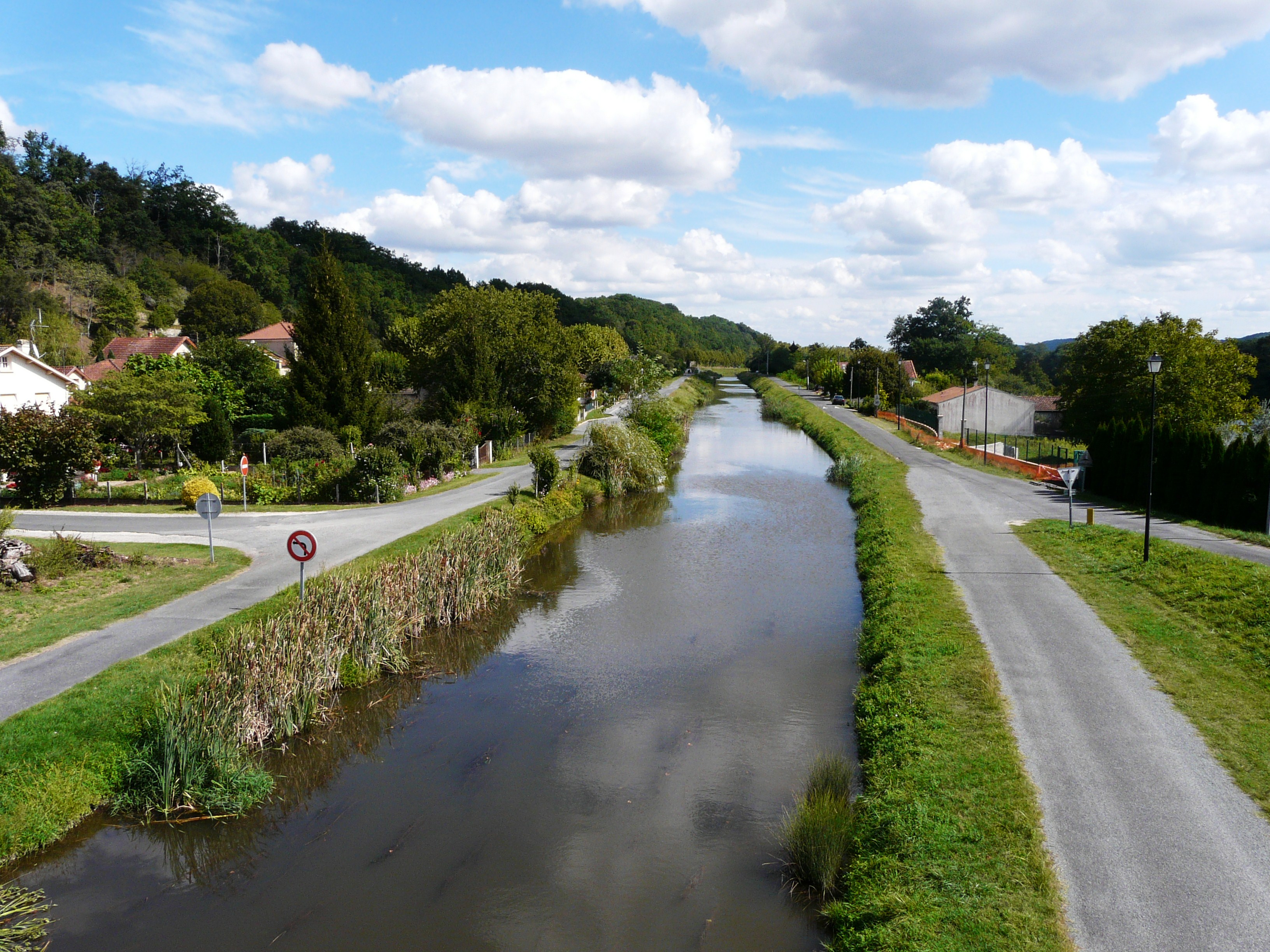
Le canal de Lalinde en amont du bourg.
Réseaux hydrographique et routier de Saint-Capraise-de-Lalinde.

#### Gestion et qualité des eaux
Le territoire communal est couvert par le schéma d'aménagement et de gestion des eaux (SAGE) « Dordogne Atlantique ». Ce document de planification, dont le territoire correspond au sous‐bassin le plus aval du bassin versant de la Dordogne (aval de la confluence Dordogne - Vézère)., d'une superficie de 2 700 km2 est en cours d'élaboration. La structure porteuse de l'élaboration et de la mise en œuvre est l'établissement public territorial de bassin de la Dordogne (EPIDOR). Il définit sur son territoire les objectifs généraux d’utilisation, de mise en valeur et de protection quantitative et qualitative des ressources en eau superficielle et souterraine, en respect des objectifs de qualité définis dans le troisième SDAGE  du Bassin Adour-Garonne qui couvre la période 2022-2027, approuvé le 10 mars 2022.
La qualité des eaux de baignade et des cours d’eau peut être consultée sur un site dédié géré par les agences de l’eau et l’Agence française pour la biodiversité.

### Climat
Pour des articles plus généraux, voir Climat de la Nouvelle-Aquitaine et Climat de la Dordogne.
Historiquement, la commune est exposée à un climat océanique aquitain.  
En 2020, Météo-France publie une typologie des climats de la France métropolitaine dans laquelle la commune est exposée à un climat océanique altéré et est dans la région climatique  Aquitaine, Gascogne, caractérisée par une pluviométrie abondante au printemps, modérée en automne, un faible ensoleillement au printemps, un été chaud (19,5 °C), des vents faibles, des brouillards fréquents en automne et en hiver et des orages fréquents en été (15 à 20 jours).
Pour la période 1971-2000, la température annuelle moyenne est de 12,6 °C, avec  une amplitude thermique annuelle de 15,1 °C. Le cumul annuel moyen de précipitations est de 846 mm, avec 12,1 jours de précipitations en janvier et 6,5 jours en juillet. Pour la période 1991-2020, la température moyenne annuelle observée sur la station météorologique la plus proche, située sur la commune de Bergerac à 13 km à vol d'oiseau, est de 13,2 °C et le cumul annuel moyen de précipitations est de 792,9 mm,. Pour l'avenir, les paramètres climatiques de la commune estimés pour 2050 selon différents scénarios d’émission de gaz à effet de serre sont consultables sur un site dédié publié par Météo-France en novembre 2022.

### Milieux naturels et biodiversité

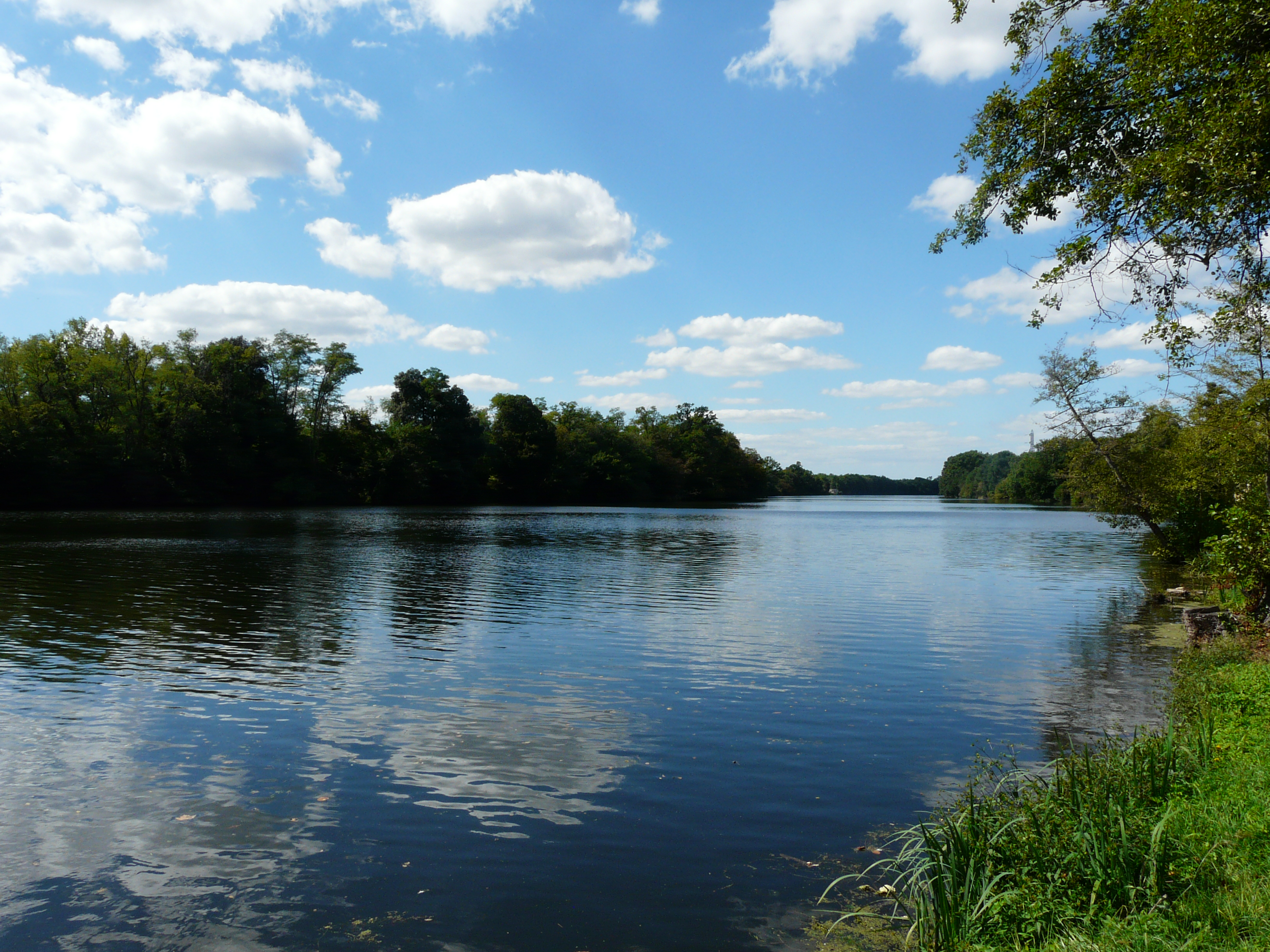
Le lac de retenue du barrage de Tuilières sur la Dordogne, en aval du bourg de Saint-Capraise-de-Lalinde.

Liées à la présence de la Dordogne, plusieurs zones naturelles du territoire communal sont protégées.

#### Natura 2000
La Dordogne est un site du réseau Natura 2000 limité aux départements de la Dordogne et de la Gironde, et qui concerne les 103 communes riveraines de la Dordogne, dont Saint-Capraise-de-Lalinde,. Seize espèces animales et une espèce végétale inscrites à l'annexe II de la directive 92/43/CEE de l'Union européenne y ont été répertoriées.
La zone Coteaux calcaires de la vallée de la Dordogne, qui s'étend au total sur 3 686 hectares et est partagée avec vingt-quatre autres communes, fait également partie du réseau Natura 2000,. Deux espèces de chauves-souris inscrites à l'annexe II de la directive 92/43/CEE de l'Union européenne y ont été répertoriées : le Grand rhinolophe (Rhinolophus ferrumequinum) et le Petit rhinolophe (Rhinolophus hipposideros). Elle s'étend sur environ huit hectares,dans l'angle sud-est du territoire communal, en bordure nord de la ligne ferroviaire, à l'est du lieu-dit les Mérilles.

#### Protection du biotope
Comme l'ensemble des communes du département baignées par la Dordogne, Saint-Capraise-de-Lalinde est soumise à un arrêté préfectoral de protection de biotope de 1991 destiné à favoriser la migration et le frai de plusieurs espèces de poissons.

#### ZNIEFF
Saint-Capraise-de-Lalinde fait partie des 102 communes concernées par la zone naturelle d'intérêt écologique, faunistique et floristique (ZNIEFF) de type II « La Dordogne »,, dans laquelle ont été répertoriées huit espèces animales déterminantes et cinquante-sept espèces végétales déterminantes, ainsi que quarante-trois autres espèces animales et trente-neuf autres espèces végétales.

## Urbanisme

### Typologie
Au 1er janvier 2024, Saint-Capraise-de-Lalinde est catégorisée commune rurale à habitat dispersé, selon la nouvelle grille communale de densité à 7 niveaux définie par l'Insee en 2022.
Elle appartient à l'unité urbaine de Bergerac, une agglomération inter-départementale dont elle est une commune de la banlieue,. Par ailleurs la commune fait partie de l'aire d'attraction de Bergerac, dont elle est une commune de la couronne,. Cette aire, qui regroupe 73 communes, est catégorisée dans les aires de 50 000 à moins de 200 000 habitants,.

### Occupation des sols
L'occupation des sols de la commune, telle qu'elle ressort de la base de données européenne d’occupation biophysique des sols Corine Land Cover (CLC), est marquée par l'importance des territoires agricoles (44,8 % en 2018), en diminution par rapport à 1990 (46,2 %). La répartition détaillée en 2018 est la suivante : 
zones agricoles hétérogènes (37,9 %), forêts (33,9 %), zones urbanisées (13,4 %), eaux continentales (7,9 %), prairies (4,5 %), terres arables (2,4 %). L'évolution de l’occupation des sols de la commune et de ses infrastructures peut être observée sur les différentes représentations cartographiques du territoire : la carte de Cassini (XVIIIe siècle), la carte d'état-major (1820-1866) et les cartes ou photos aériennes de l'IGN pour la période actuelle (1950 à aujourd'hui).

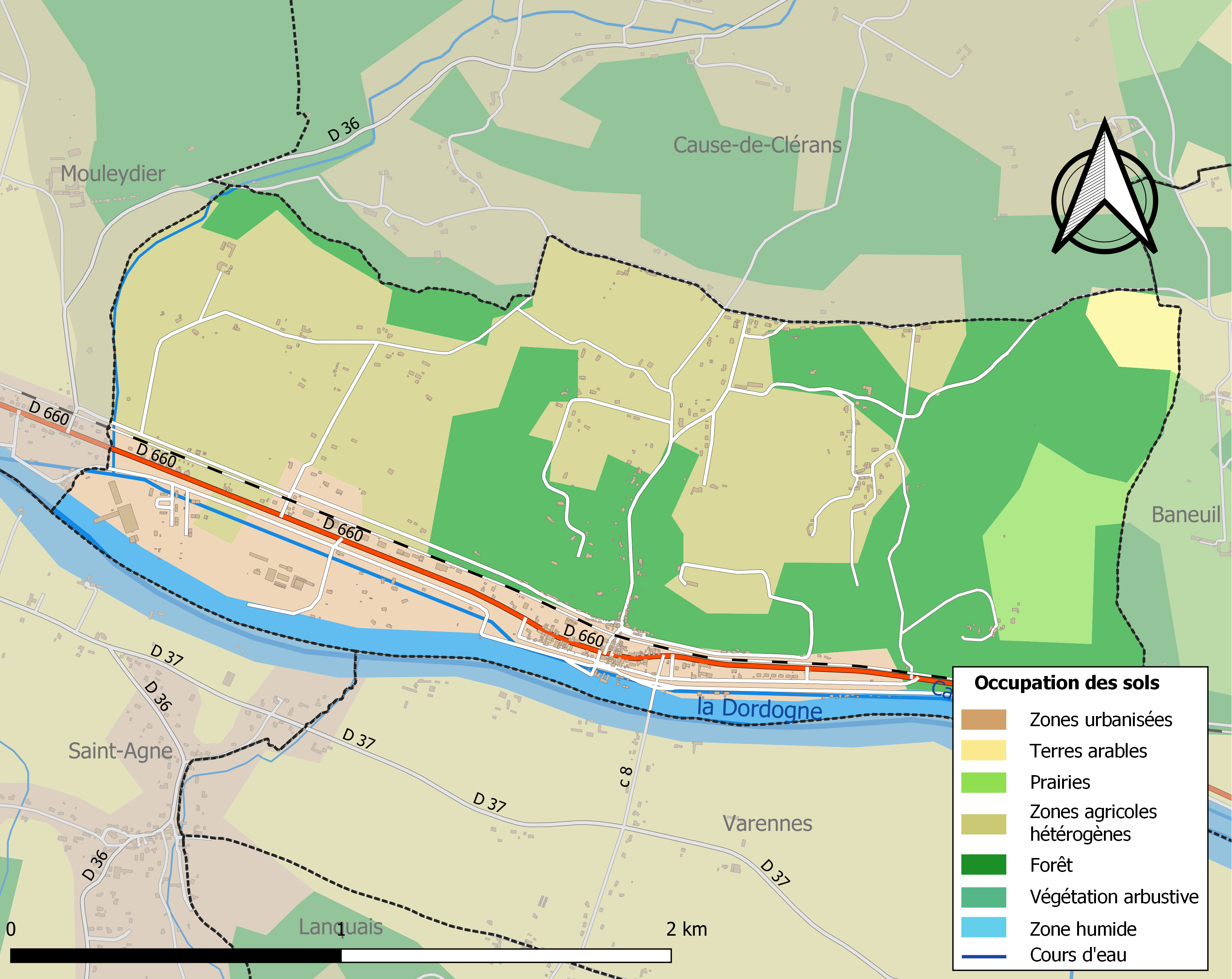
Carte des infrastructures et de l'occupation des sols de la commune en 2018 (CLC).

### Prévention des risques
Le territoire de la commune de Saint-Capraise-de-Lalinde est vulnérable à différents aléas naturels : météorologiques (tempête, orage, neige, grand froid, canicule ou sécheresse), inondations, feux de forêts, mouvements de terrains et séisme (sismicité très faible). Il est également exposé à un risque technologique, la rupture d'un barrage. Un site publié par le BRGM permet d'évaluer simplement et rapidement les risques d'un bien localisé soit par son adresse soit par le numéro de sa parcelle.

#### Risques naturels
Certaines parties du territoire communal sont susceptibles d’être affectées par le risque d’inondation par débordement de cours d'eau, notamment la Dordogne et le canal de Lalinde. La commune a été reconnue en état de catastrophe naturelle au titre des dommages causés par les inondations et coulées de boue survenues en 1982, 1993 et 1999,. Le risque inondation est pris en compte dans l'aménagement du territoire de la commune par le biais du plan de prévention des risques inondation (PPRI) de la « Dordogne Centre », couvrant 20 communes et approuvé le 23 décembre 2008, pour les crues de la Dordogne,.
Saint-Capraise-de-Lalinde est exposée au risque de feu de forêt. L’arrêté préfectoral du 14 mars 2013 fixe les conditions de pratique des incinérations et de brûlage dans un objectif de réduire le risque de départs d’incendie. À ce titre, des périodes sont déterminées : interdiction totale du 15 février au 15 mai et du 15 juin au 15 octobre, utilisation réglementée du 16 mai au 14 juin et du 16 octobre au 14 février. En septembre 2020, un plan inter-départemental de protection des forêts contre les incendies (PidPFCI) a été adopté pour la période 2019-2029,.

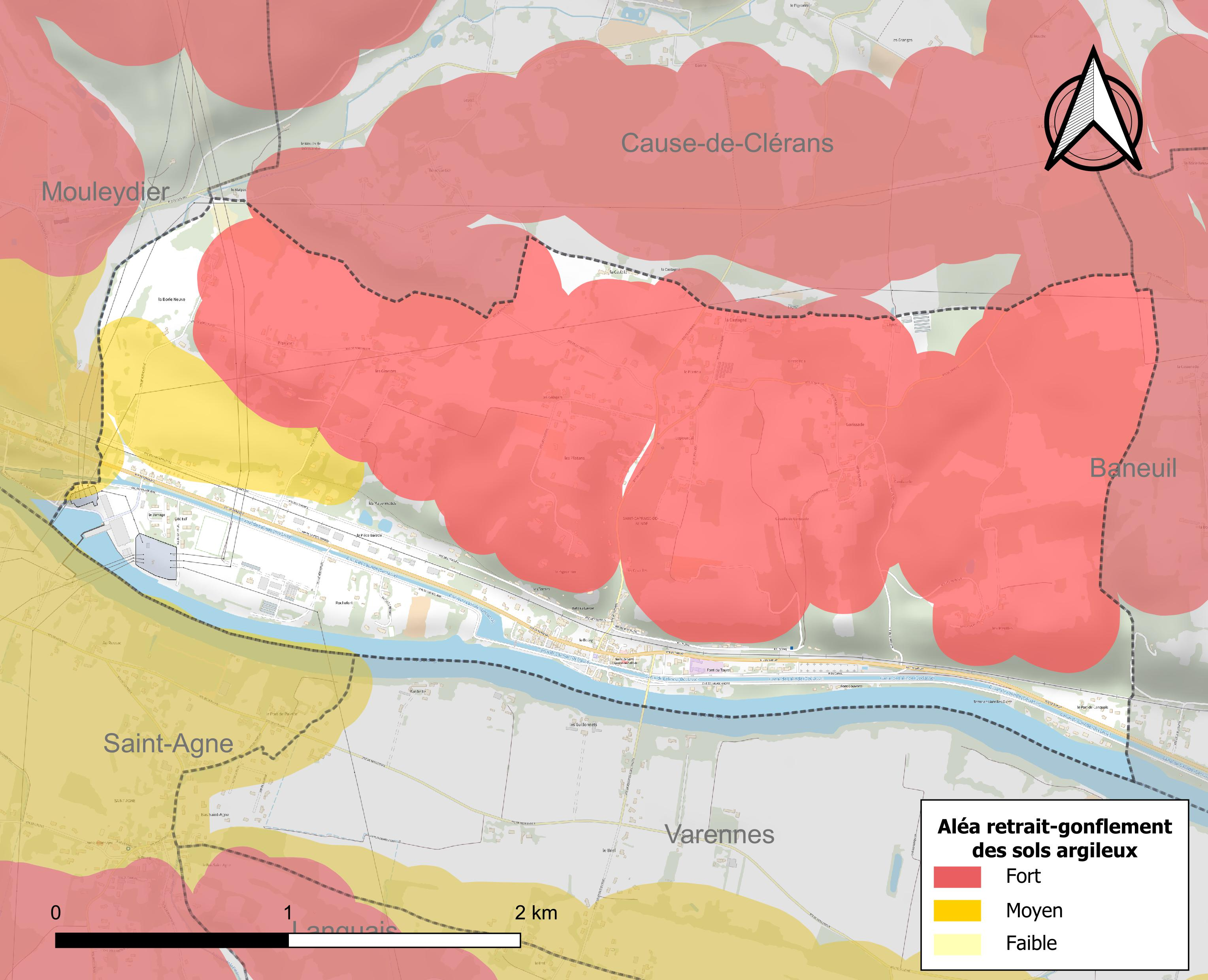
Carte des zones d'aléa retrait-gonflement des sols argileux de Saint-Capraise-de-Lalinde.

Les mouvements de terrains susceptibles de se produire sur la commune sont des tassements différentiels. Le retrait-gonflement des sols argileux est susceptible d'engendrer des dommages importants aux bâtiments en cas d’alternance de périodes de sécheresse et de pluie. 69,1 % de la superficie communale est en aléa moyen ou fort (58,6 % au niveau départemental et 48,5 % au niveau national métropolitain). Depuis le 1er octobre 2020, en application de la loi ÉLAN, différentes contraintes s'imposent aux vendeurs, maîtres d'ouvrages ou constructeurs de biens situés dans une zone classée en aléa moyen ou fort,.
La commune a été reconnue en état de catastrophe naturelle au titre des dommages causés par la sécheresse en 2011 et par des mouvements de terrain en 1999.

#### Risque technologique
La commune est en outre située en aval du barrage de Bort-les-Orgues, un ouvrage de classe A situé dans le département de la Corrèze et faisant l'objet d'un PPI depuis 2009. À ce titre elle est susceptible d’être touchée par l’onde de submersion consécutive à la rupture de cet ouvrage.

## Toponymie
Bien que portant un nom d'apparence féminine, la commune tire son nom de saint Caprais, évêque d'Agen, martyrisé en l'an 303, ainsi que de sa proximité avec la bastide de Lalinde.
En occitan, la commune porte le nom de Sent Grapasi de La Linda.

## Histoire
Dès le XIIIe siècle, le lieu est identifié sous le nom latin de Sanctus Caprasius puis, sur la carte de Cassini qui représente la France entre 1756 et 1789, sous le nom de « Saint Caprais ».
Du temps de la batellerie sur la Dordogne, le village était un port. Le canal de Lalinde fut creusé dans les années 1838 à 1843. Le barrage de Tuilières, partagé entre Saint-Capraise-de-Lalinde et Saint-Agne, sur la rive gauche de la Dordogne, fut édifié de 1905 à 1908.

## Politique et administration

### Rattachements administratifs
La commune de Saint-Capraise-de-Lalinde a, dès 1790, été rattachée au canton de la Linde qui dépendait du district de Bergerac. En 1800, les districts sont supprimés et le canton de Lalinde (nouvelle orthographe) dépend désormais de l'arrondissement de Bergerac.

### Intercommunalité
En 2002, Saint-Capraise-de-Lalinde intègre dès sa création la communauté de communes Entre Dordogne et Louyre. Cette structure intercommunale fusionne avec quatre autres pour former au 1er janvier 2013 la communauté de communes des Bastides Dordogne-Périgord.

### Administration municipale
La population de la commune étant comprise entre 500 et 1 499 habitants au recensement de 2017, quinze conseillers municipaux ont été élus en 2020,.

### Liste des maires

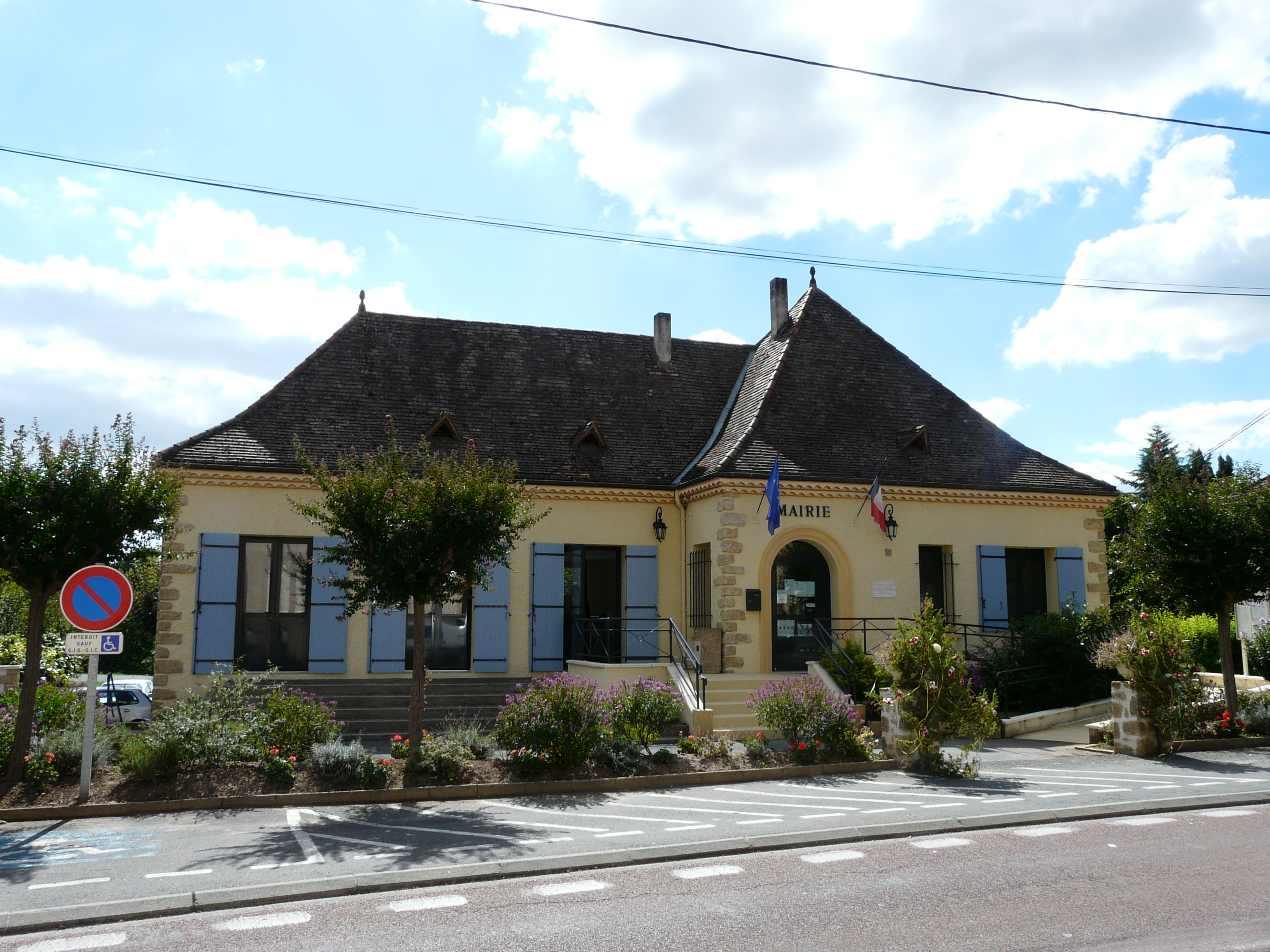
La mairie.

| Période                                  | Période        | Identité                             | Étiquette | Qualité                                                                         |
| ---------------------------------------- | -------------- | ------------------------------------ | --------- | ------------------------------------------------------------------------------- |
| Les données manquantes sont à compléter. |                |                                      |           |                                                                                 |
| 1792                                     | 1800           | Chanaud Lestang                      |           |                                                                                 |
| 1800                                     | 1803           | Pierre Delmas                        |           |                                                                                 |
| 1803                                     | 1813           | Pierre Marsalet                      |           |                                                                                 |
| 1813                                     | 1814           | Pierre Laroche Lafargue              |           |                                                                                 |
| 1814                                     | 1818           | Laval Lafond                         |           |                                                                                 |
| 1818                                     | 1820           | Franc Babut                          |           |                                                                                 |
| 1820                                     | 1843           | Laroche Lafargue                     |           |                                                                                 |
| 1843                                     | 1870           | Pierre Delmas Marsalet Saint-Hilaire |           |                                                                                 |
| 1870                                     | (1877 ou 1878) | Bernard Lacoste Laval                |           |                                                                                 |
| janvier 1878                             | 1878           | Oscar Delmas Saint-Hilaire           |           |                                                                                 |
| mai 1878                                 | août 1887      | Joseph Édouard Stipal                |           |                                                                                 |
| août 1887                                | 1888           | Pierre Gouzou Lafond                 |           |                                                                                 |
| mai 1888                                 | 1890           | Bernard Lacoste Laval                |           |                                                                                 |
| octobre 1890                             | mai 1900       | Jean Adrien Biras                    |           | Architecte                                                                      |
| mai 1900                                 | 1904           | Pierre Delmas Saint-Hilaire          |           |                                                                                 |
| mai 1904                                 | 1912           | Joseph Édouard Stipal                |           |                                                                                 |
| mai 1912                                 | 1934           | Émile Stipal                         |           | Ingénieur architecte                                                            |
| mai 1934                                 | février 1937   | Jean Rochette                        |           | Retraité                                                                        |
| février 1937                             | mars 1977      | Arthur Maurice Gontier               |           | Chef d'usine                                                                    |
| mars 1977                                | juin 1995      | Roger Besse                          | PCF       |                                                                                 |
| juin 1995                                | mars 2008      | Jean-Claude Laval                    | PS        | Professeur                                                                      |
| mars 2008 (réélu en mai 2020)            | En cours       | Laurent Péréa                        | PCF       | Collaborateur d'élus Secrétaire départemental du PCF de la Dordogne (2004-2017) |

## Équipements et services publics

### Enseignement
En 2016, Saint-Capraise-de-Lalinde est organisée en regroupement pédagogique intercommunal (RPI) avec les communes de Lanquais, Saint-Agne, Varennes et Verdon. Des classes sont assurées à Saint-Capraise-de-Lalinde, aussi bien en maternelle (petite et moyenne sections) qu'en école élémentaire (CE2 et CM1). Depuis la rentrée 2017, un « pôle maternelle » est créé à Saint-Capraise-de-Lalinde.

### Justice
Dans le domaine judiciaire, Saint-Capraise-de-Lalinde relève : 
- du tribunal judiciaire, du tribunal pour enfants, du conseil de prud'hommes et du tribunal de commerce de Bergerac ;
- du pôle Nationalité du tribunal judiciaire de Périgueux (compétent uniquement dans le domaine de la nationalité) ;
- de la cour d'appel, du tribunal administratif et de la  cour administrative d'appel de Bordeaux.

## Population et société

### Démographie
L'évolution du nombre d'habitants est connue à travers les recensements de la population effectués dans la commune depuis 1793. Pour les communes de moins de 10 000 habitants, une enquête de recensement portant sur toute la population est réalisée tous les cinq ans, les populations de référence des années intermédiaires étant quant à elles estimées par interpolation ou extrapolation. Pour la commune, le premier recensement exhaustif entrant dans le cadre du nouveau dispositif a été réalisé en 2004.

En 2022, la commune comptait 526 habitants, en évolution de −0,94 % par rapport à 2016 (Dordogne : +0,37 %, France hors Mayotte : +2,11 %).
| 1793 | 1800 | 1806 | 1821 | 1831 | 1836 | 1841 | 1846 | 1851 |
| ---- | ---- | ---- | ---- | ---- | ---- | ---- | ---- | ---- |
| 335  | 303  | 349  | 355  | 371  | 383  | 448  | 360  | 407  |

| 1856 | 1861 | 1866 | 1872 | 1876 | 1881 | 1886 | 1891 | 1896 |
| ---- | ---- | ---- | ---- | ---- | ---- | ---- | ---- | ---- |
| 409  | 428  | 407  | 408  | 423  | 380  | 382  | 332  | 289  |

| 1901 | 1906 | 1911 | 1921 | 1926 | 1931 | 1936 | 1946 | 1954 |
| ---- | ---- | ---- | ---- | ---- | ---- | ---- | ---- | ---- |
| 290  | 407  | 341  | 347  | 334  | 384  | 392  | 401  | 422  |

| 1962 | 1968 | 1975 | 1982 | 1990 | 1999 | 2004 | 2006 | 2009 |
| ---- | ---- | ---- | ---- | ---- | ---- | ---- | ---- | ---- |
| 460  | 485  | 506  | 555  | 584  | 531  | 554  | 563  | 524  |

| 2014 | 2019 | 2022 | - | - | - | - | - | - |
| ---- | ---- | ---- | - | - | - | - | - | - |
| 527  | 526  | 526  | - | - | - | - | - | - |

## Économie

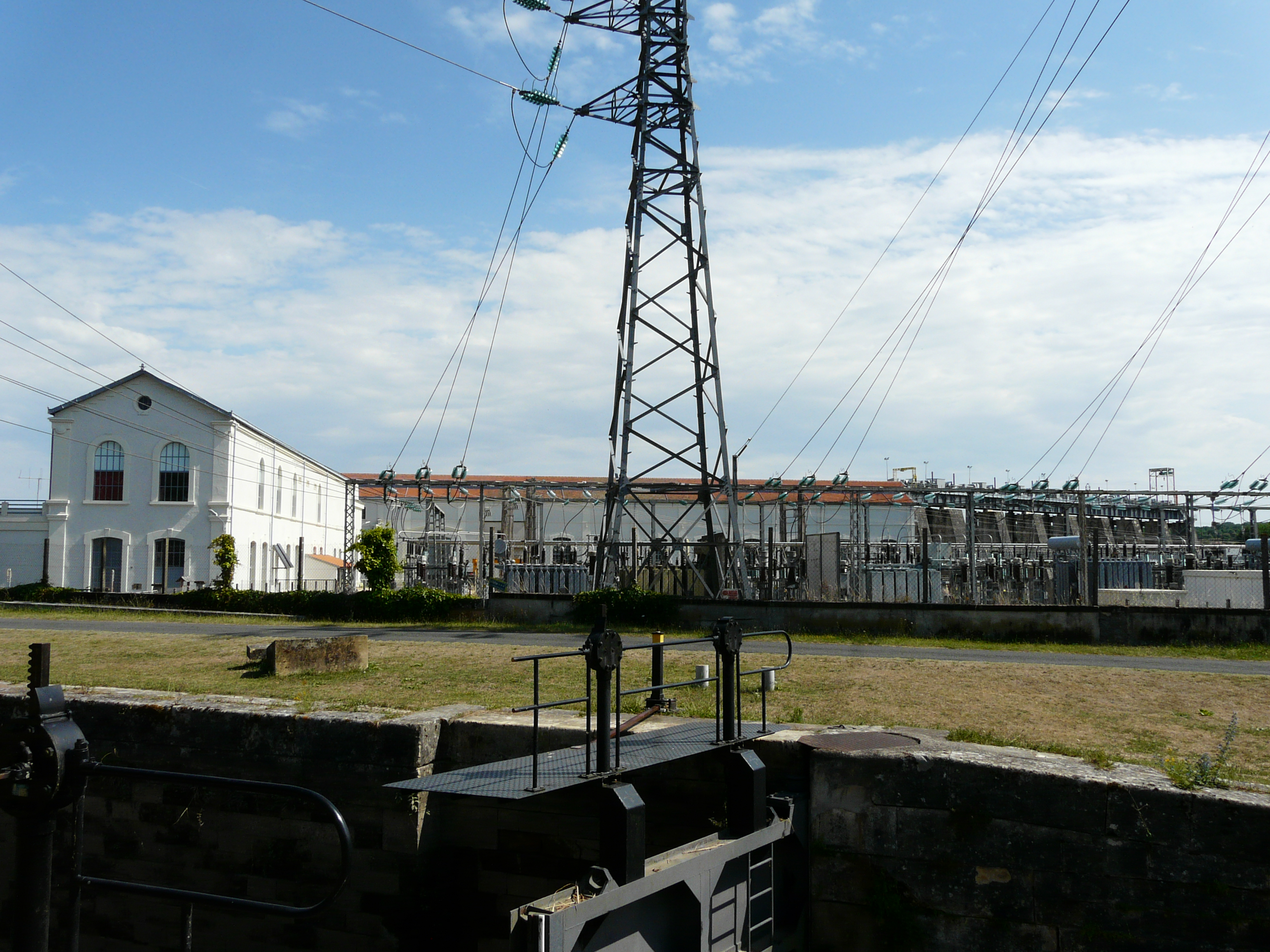
L'usine hydroélectrique de Tuilières.

### Emploi
En 2015, parmi la population communale comprise entre 15 et 64 ans, les actifs représentent 225 personnes, soit 42,7 % de la population municipale. Le nombre de chômeurs (trente-sept) a augmenté par rapport à 2007 (trente-deux) et le taux de chômage de cette population active s'établit à 16,4 %.

### Établissements
Au 31 décembre 2015, la commune compte quarante-six établissements, dont vingt-deux au niveau des commerces, transports ou services, dix dans la construction, cinq relatifs au secteur administratif, à l'enseignement, à la santé ou à l'action sociale, cinq dans l'agriculture, la sylviculture ou la pêche, et quatre dans l'industrie.

## Culture locale et patrimoine

### Lieux et monuments

#### Patrimoine civil
- Barrage de Tuilières partagé entre Saint-Capraise-de-Lalinde et Saint-Agne. L'usine hydroélectrique est entièrement située sur Saint-Capraise.
- Trois sites du canal de Lalinde sont inscrits au titre des monuments historiques depuis 1996 :
le pont-canal[74],
un bassin de stationnement[75],
un bassin de radoub[76].

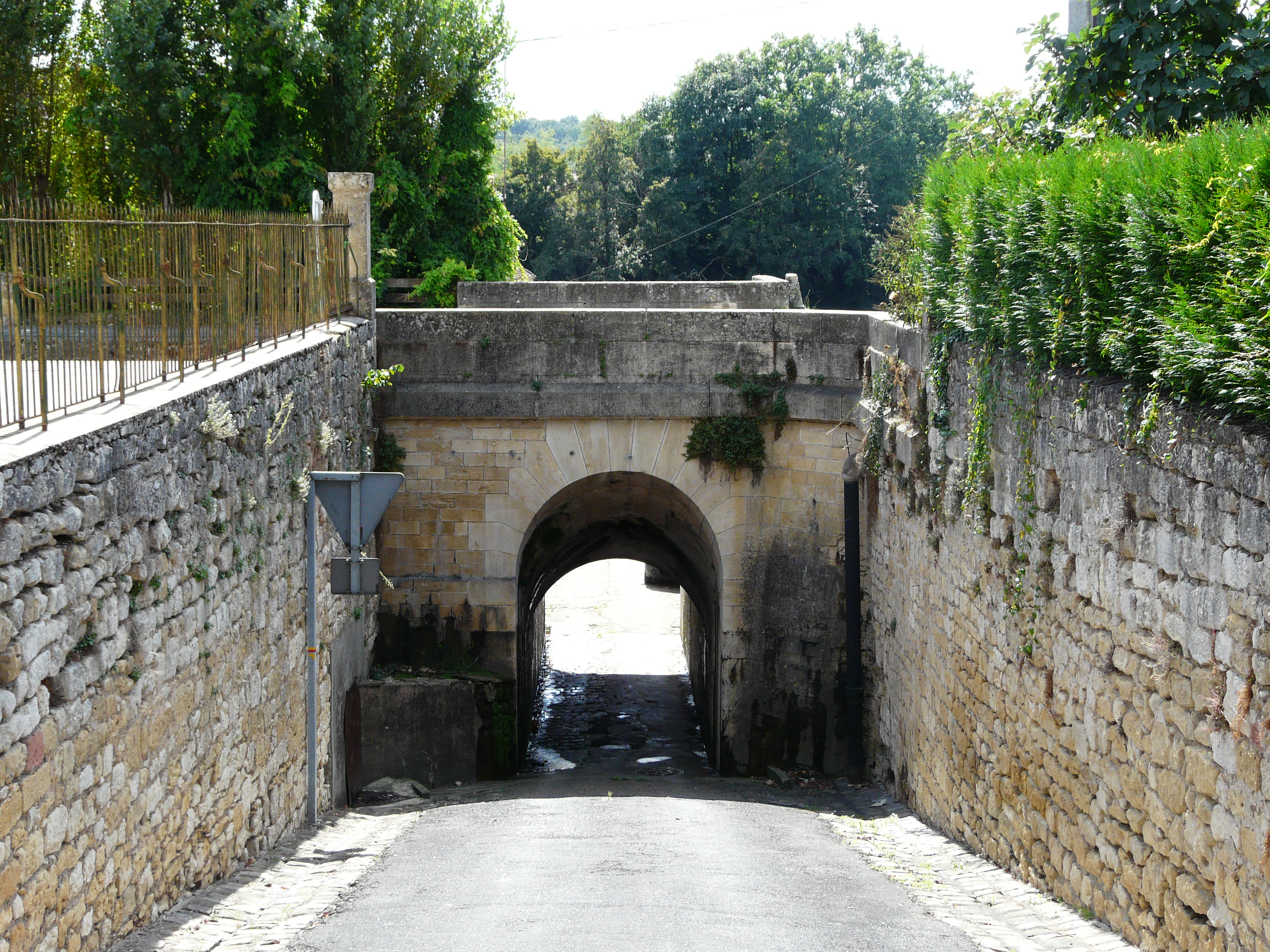
Le pont-canal.
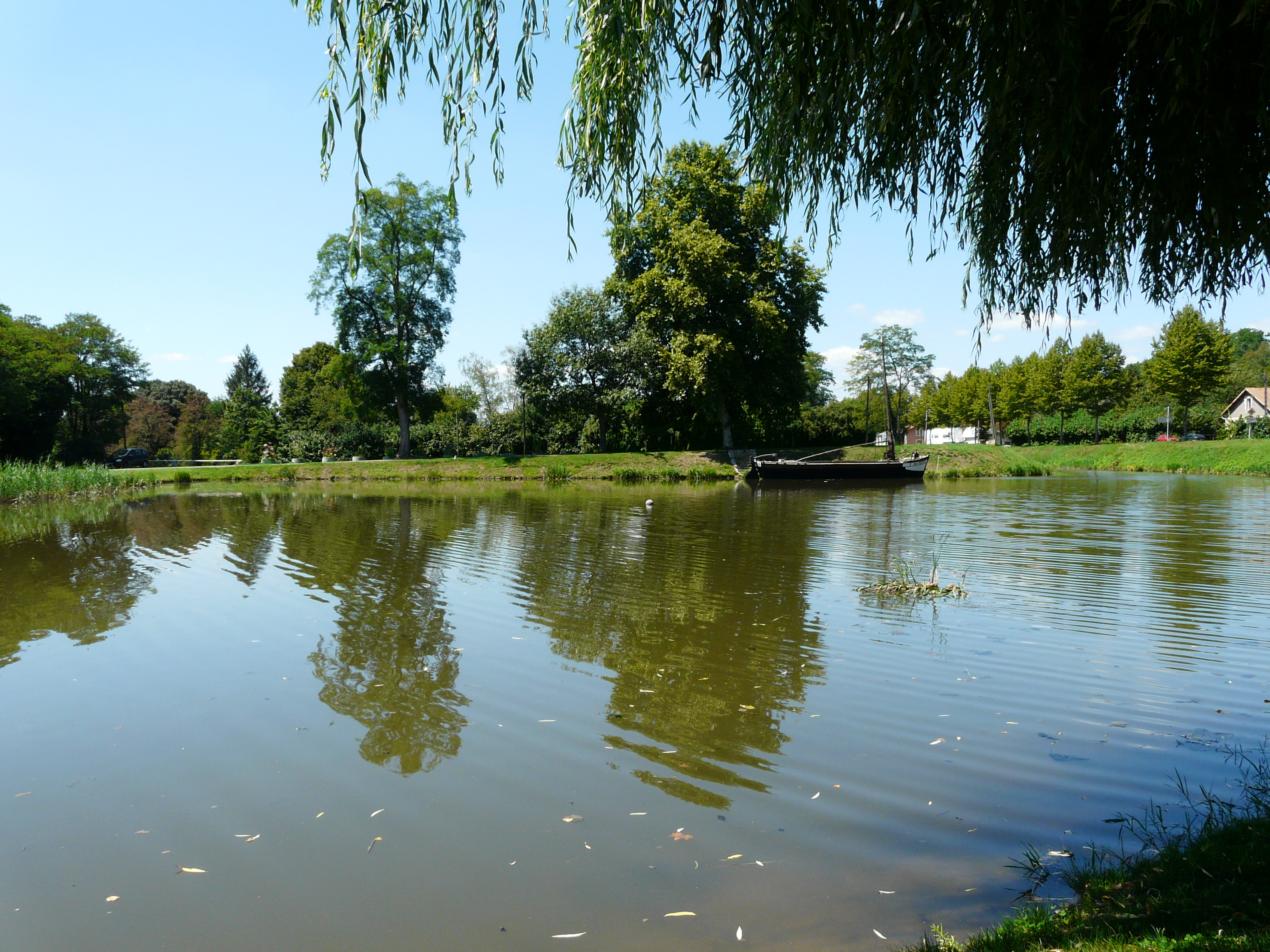
Le bassin de stationnement.
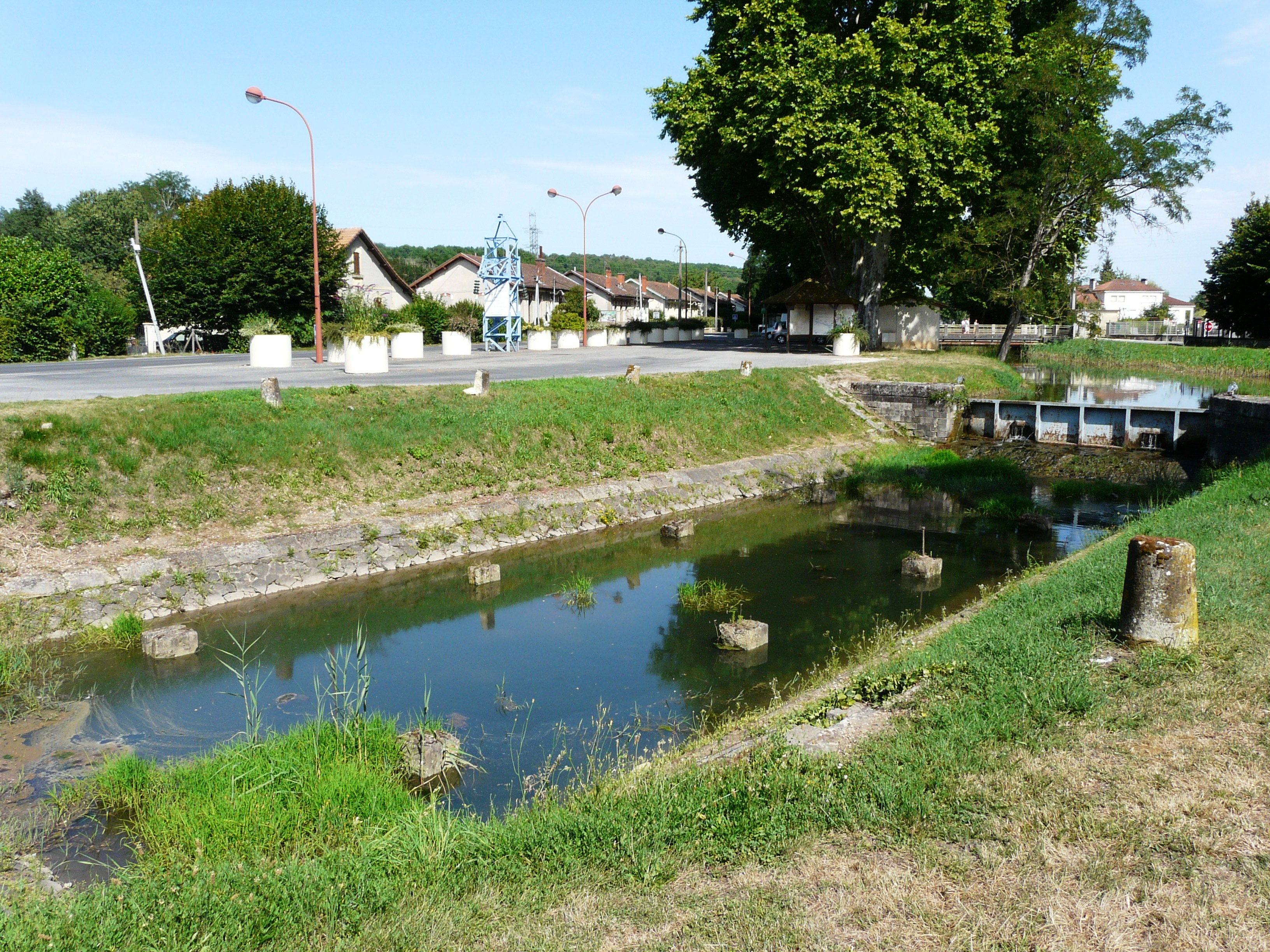
Le bassin de radoub.
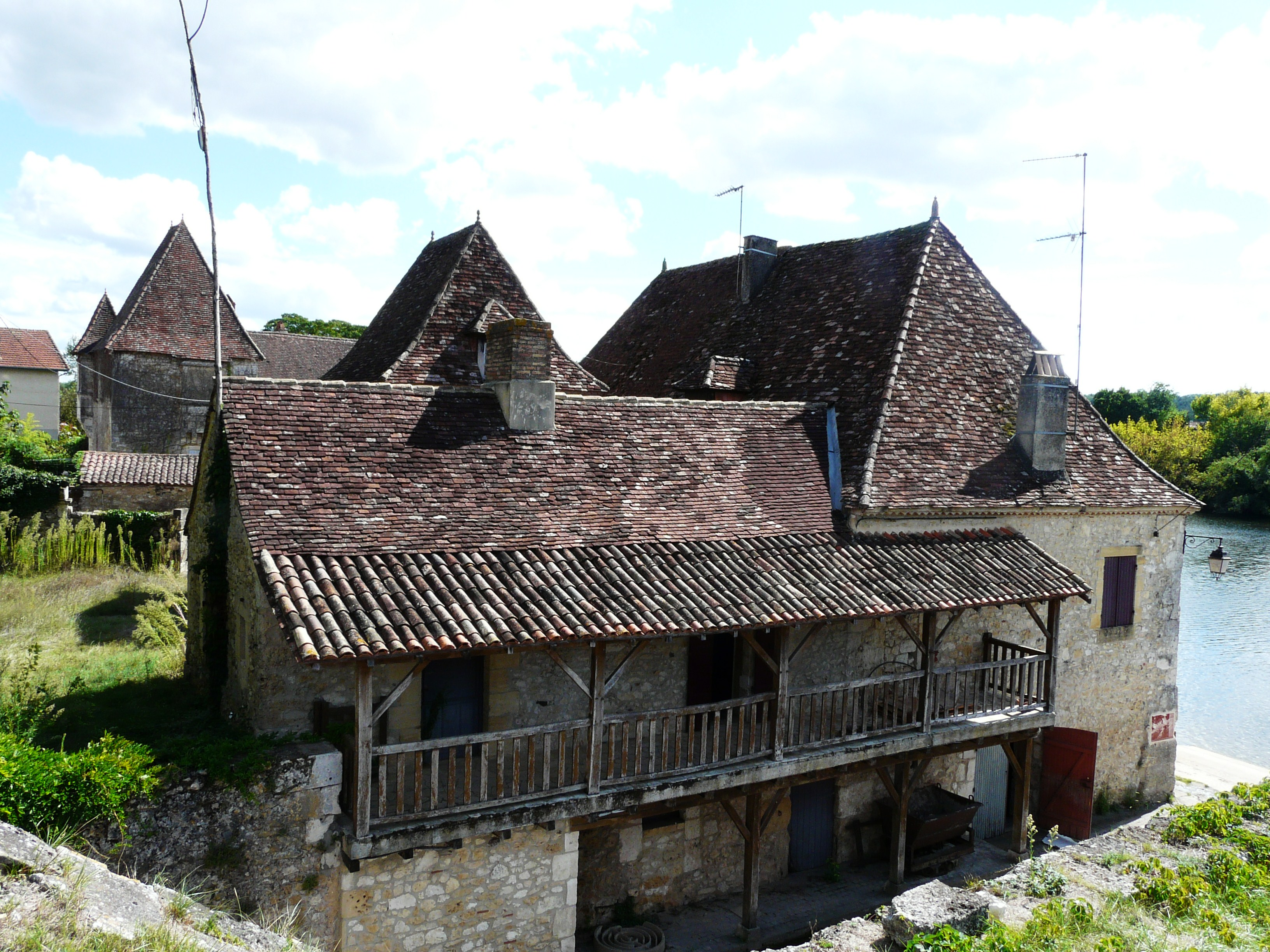
Maisons anciennes dans le bourg.
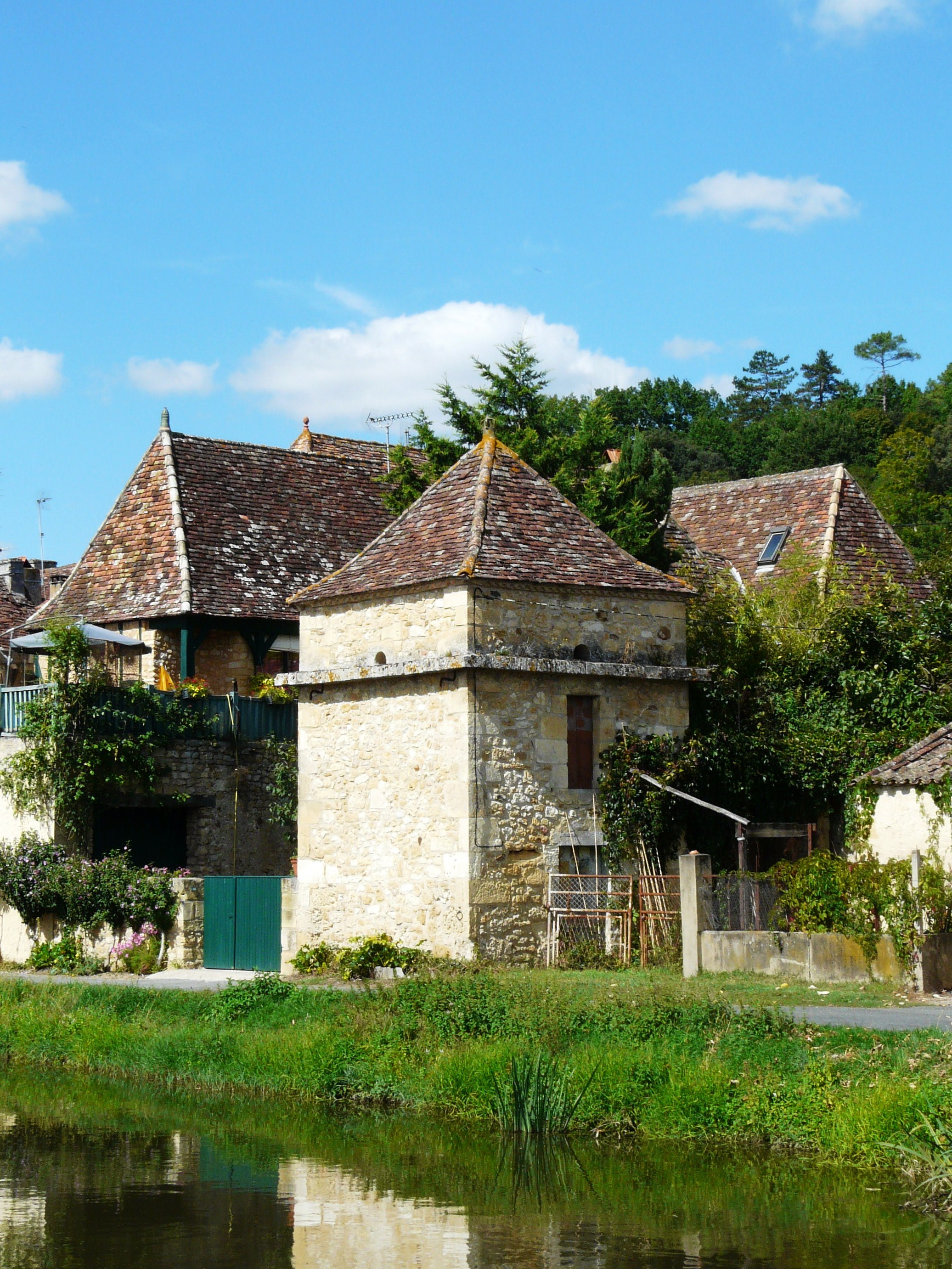
Pigeonnier dans le bourg, au bord du canal de Lalinde.

#### Patrimoine religieux
- Église Saint-Capraise, romane avec un clocher-mur du XIXe siècle

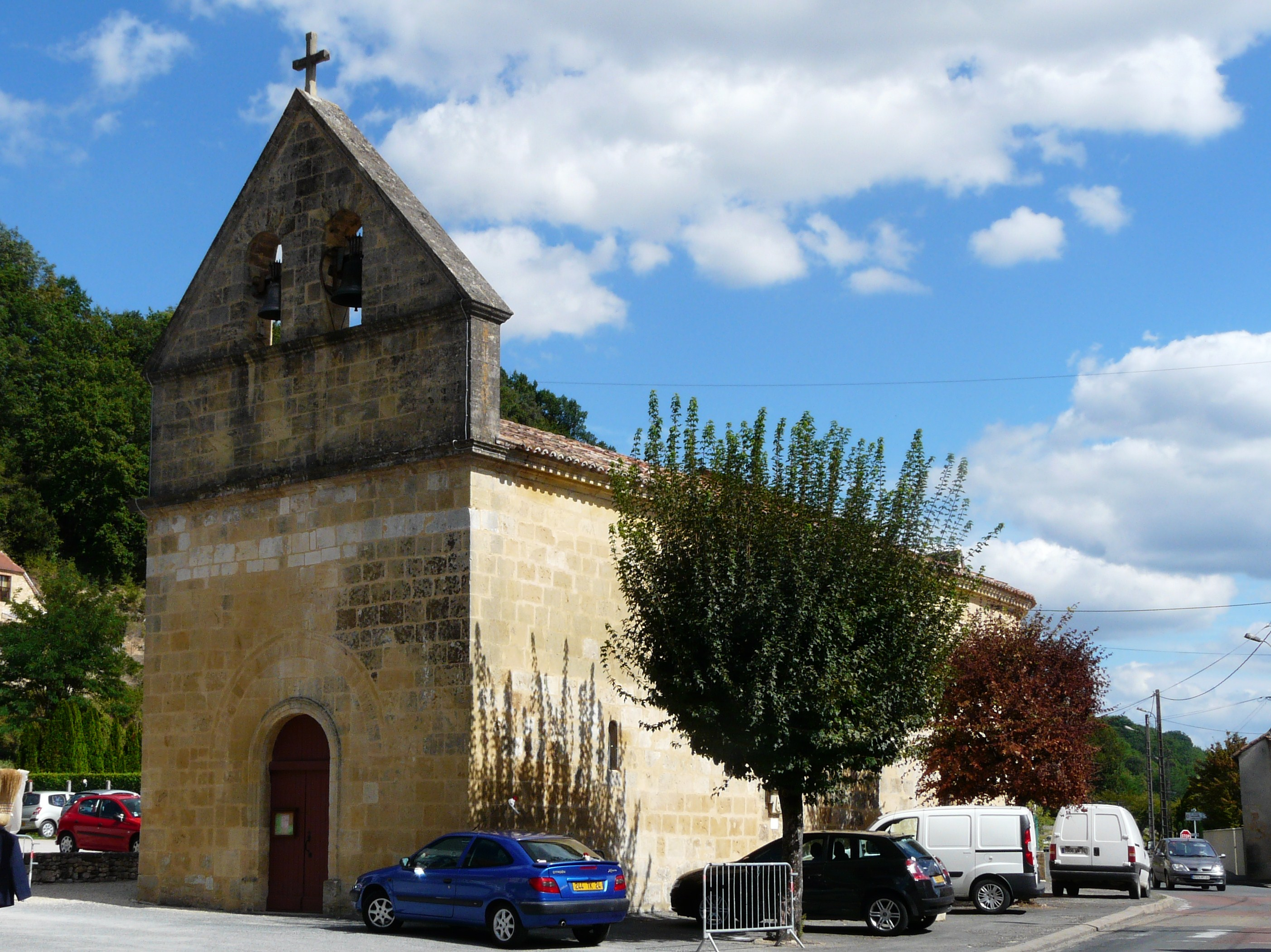
L'église Saint-Capraise.
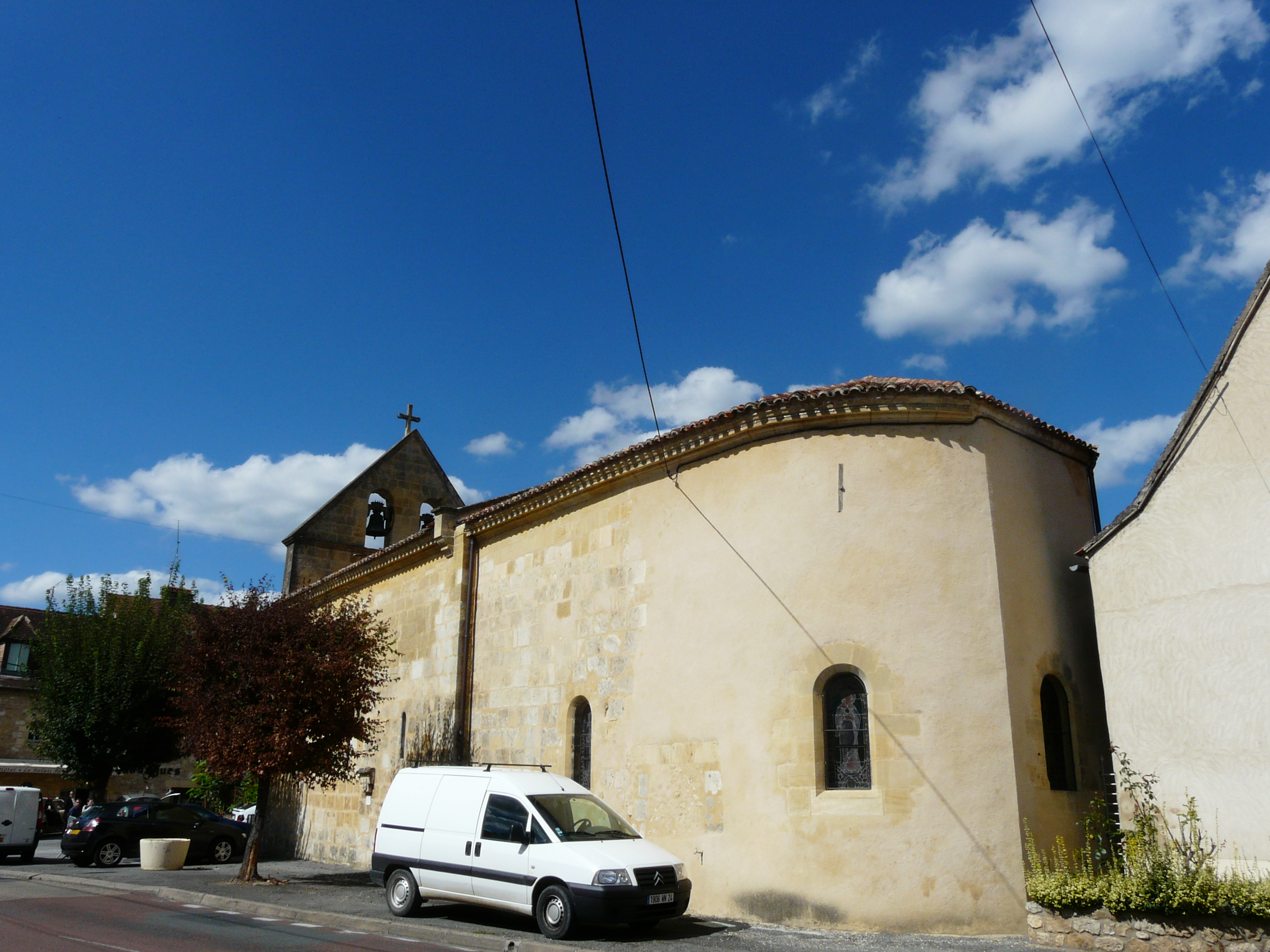
Le chevet de l'église
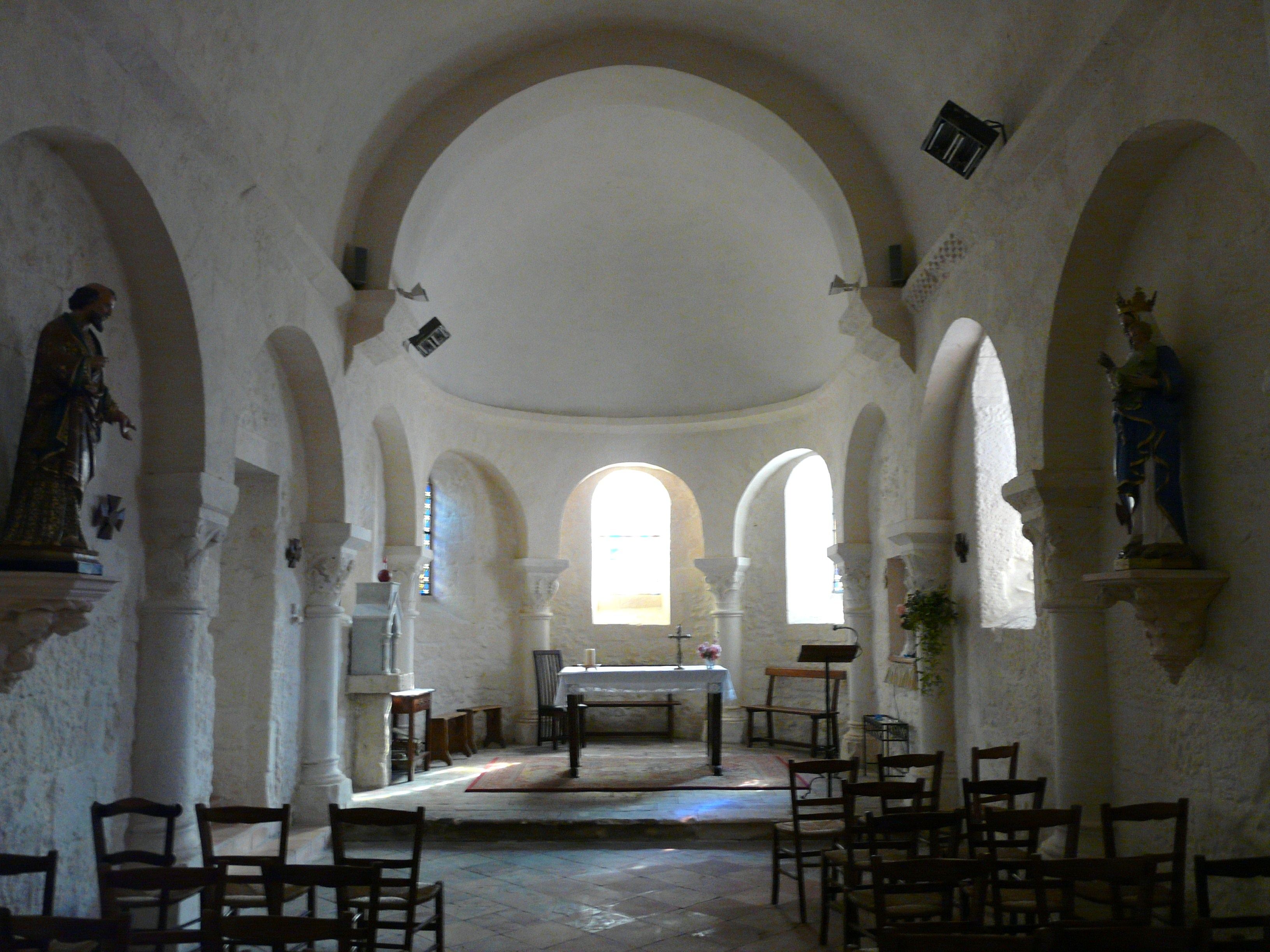
Le chœur roman.
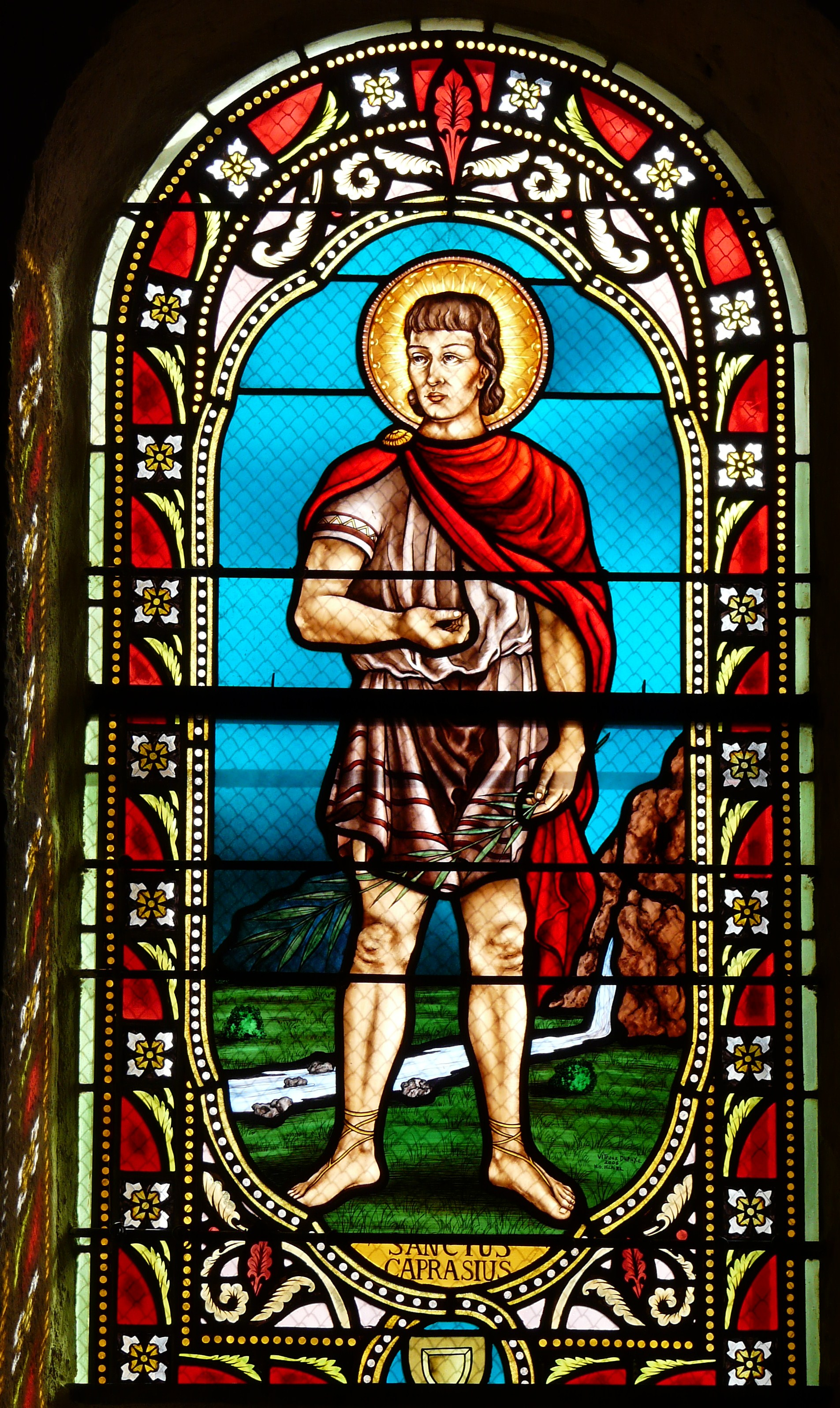
Vitrail représentant saint Caprais.

### Héraldique
| Blason de Saint-Capraise-de-Lalinde | Blason  | D'azur à la barque, la voile ferlée, d'or sur une rivière du champ ; au chef cousu* de gueules chargé d'un dragon aptère (coulobre) passant d'or.                                                          |
| Blason de Saint-Capraise-de-Lalinde | Détails | * Ces armes emploient le terme « cousu » dans le seul but de contrevenir à la règle de contrariété des couleurs : elles sont fautives : gueules sur azur. Le statut officiel du blason reste à déterminer. |

## Pour approfondir